# Edoxudine
Edoxudine (hoặc edoxudin) là thuốc kháng vi-rút. Nó là một chất tương tự của thymidine, một nucleoside.
Nó đã cho thấy hiệu quả chống lại virus herpes simplex.

## Tổng hợp

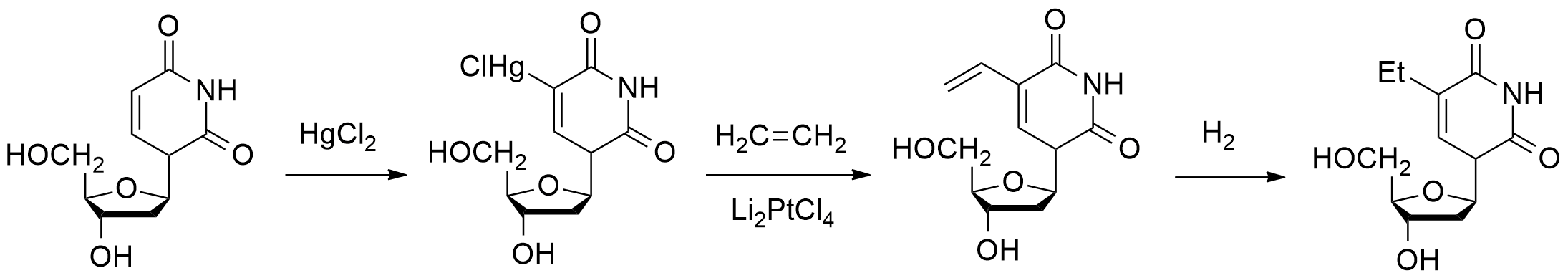
Tổng hợp Edoxudine: Tổng hợp thông qua các chất trung gian organopalladi:

Sự bão hòa của 2'-deoxyuridine 1 dẫn đến dẫn xuất organometallic 2; phản ứng của điều đó với ethylene trong sự hiện diện của tetrachloride Dilithiopalladi tạo ra sản phẩm alkyl hóa 3; điều này được giảm xúc tác tại chỗ. Do đó, thu được các tác nhân chống vi rút edoxudine 4.